# غويجة قلعة عليا
غويجة قلعة عليا هي قرية في مقاطعة مراغة، إيران. عدد سكان هذه القرية هو 71 في سنة 2006.